# Громушкин, Павел Георгиевич
Па́вел Гео́ргиевич Гро́мушкин (20 июня 1913 — 16 мая 2008, Москва) — советский разведчик, художник-портретист. Во время Великой Отечественной войны искусно делал документы для советских разведчиков, которые ни разу не вызвали подозрения у гитлеровцев.
Павел Громушкин изготавливал документы для таких знаменитых разведчиков, как Рудольф Абель, Джорж Блейк, Александр Феклисов, Павел Судоплатов и др.

## Биография
С детства увлекался рисованием, его отец был иконописцем, его брат тоже хорошо рисовал, в 1920-х годах его семья переехала в Москву, оформлял альбом пионерского отряда, и его рисунки понравились техническому директору типографии «Рабочей газеты», с 14 лет начал работать в типографии учеником хромолитографа, потом несколько лет работал в типографии газеты «Правда» познакомился и подружился с художниками Борисом Ефимовым и Кукрыниксами. потом поступил на заочное отделение в Полиграфический институт, от газеты «Правда» ему дали квартиру, он женился.
В юности был мастером спорта по волейболу.

А потом меня вдруг вызвали в райком комсомола: «В органы работать пойдёшь?». Я ответил, что хочу быть художником. Позвали второй раз — я опять отказался. Когда в третий раз привели на Лубянку, я уже не стал возражать, согласился.— 
С 1938 года — сотрудник 7-го отдела ГУГБ НКВД по изготовлению документов для разведчиков. Как сообщает СВР, при приёме на работу в разведку собеседование с молодым сотрудником Павлом Громушкиным проводил лично Л. П. Берия.
В 1941 году Громушкина впервые командируют в Болгарию для осуществления специального задания. По возвращении в СССР в 1942 году он работает организатором партизанского сопротивления в тылу врага, а также занимается изготовлением документов для разведчиков и партизан.
Считается, что документы, изготовленные Громушкиным, не были ни разу заподозрены гитлеровцами в подделке.
В феврале 2008 года в Центральном Доме журналиста прошла выставка картин Громушкина — «Портреты, люди, судьбы. Творческий отчёт». Были показаны портреты легендарных разведчиков, которых художник знал лично.
Урна с прахом захоронена в колумбарии Донского кладбища.

## Награды и звания
- Орден Красного Знамени
- Три ордена Красной Звезды
- Орден Отечественной войны II степени
- Два ордена «Знак Почёта»
- С 1987 года Заслуженный работник культуры РФ
- Почётный сотрудник госбезопасности
- Премия Службы внешней разведки Российской Федерации (2003) за книгу-альбом «Разведка: люди, портреты, судьбы».

## Интересные факты
- Павел Георгиевич Громушкин проработал в разведке от Ежова и до Андропова.

## Семья
- Сын — Валерий Павлович Громушкин (род. 1945), доктор исторических наук, писатель, знает пять языков,
  - Внучка — Наталья Громушкина (род. 1975) — актриса
    - Правнук — Гордей Александрович Громушкин (род. 9 мая 2005)
    - Правнучка — Илиана Ильинична Громушкина-Оболонкова (род. 5 июня 2013).